# Département Eure
Das Département Eure [œːʀ] ist das französische Département mit der Ordnungsnummer 27. Es liegt im Norden des Landes in der Region Normandie und ist nach dem Fluss Eure benannt.

## Geographie

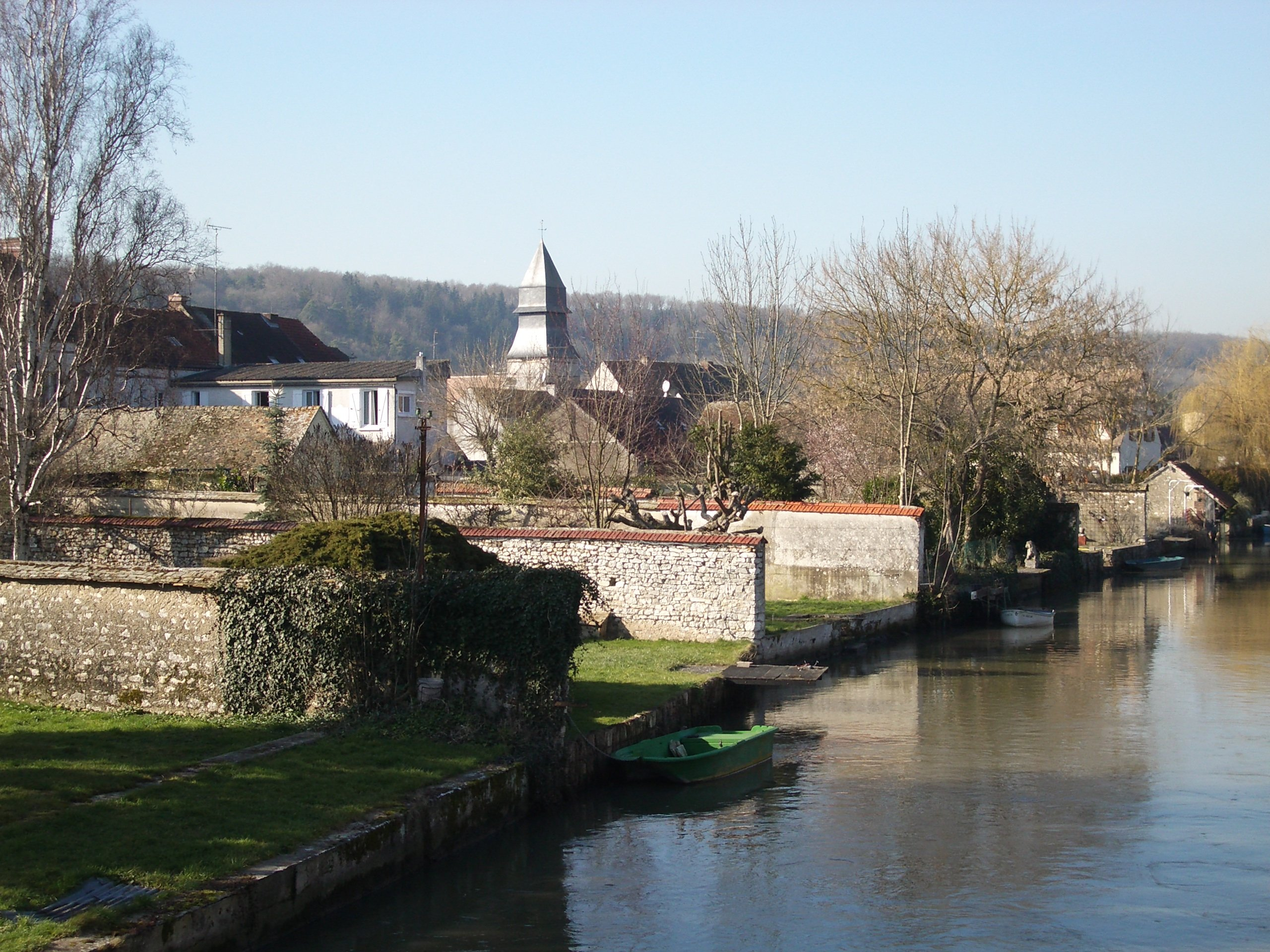
Die Eure bei Garennes-sur-Eure

Das Département Eure grenzt an die Départements Seine-Maritime, Oise, Val-d’Oise, Yvelines, Eure-et-Loir, Orne und Calvados sowie an eine Bucht des Ärmelkanals.
Eure liegt im Nordwesten des Pariser Beckens. Der Boden ist reich an Kreide aus dem Mesozoikum. Die Landschaft besteht aus sechs Hochebenen, die von Tälern umgeben sind. Die Hochebenen liegen auf einer Höhe von etwa 150 Meter über dem Meeresspiegel. Im Südwesten erreichen die Ausläufer des Gebirges der Landschaft Le Perche eine Höhe von 220 Metern. Die sechs Hochebenen sind der Vexin, das Plateau von Madrie zwischen Seine und Eure, die Ebene von Saint-André zwischen Eure, Avre und Iton, das Plateau von Neubourg, der Pays d’Ouche und der Lieuvin.

## Wappen
Beschreibung: Im in Rot und Blau geteilten Wappen sind oben zwei laufende, goldene, hersehende blaugezungte und blaubewehrte Löwen und unten gesäte, goldene Lilien über denen ein dreimal rot-weiß gestückter Schrägrechtsbalken liegt.

## Geschichte
Das Département wurde am 4. März 1790 aus Teilen der Provinz Normandie geschaffen.

### Archäologie im Département Eure

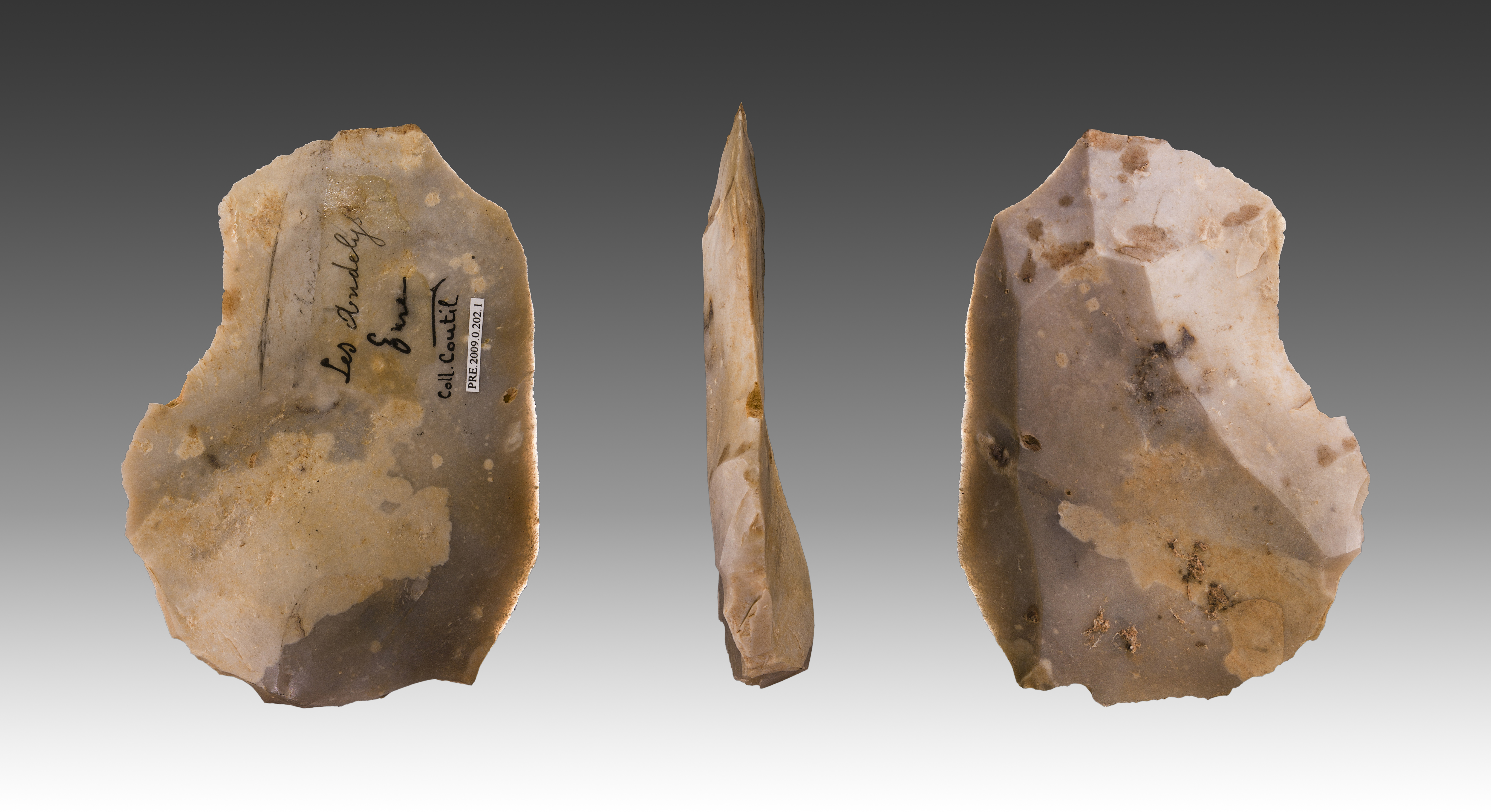
Ein Steingerät aus Feuerstein, behauen in Levalloistechnik, gefunden in Les Andelys; aus der Sammlung Léon Coutil, heute im Museum von Toulouse.

Die erste wissenschaftliche Ausgrabung im Département Eure fand 1685 in Houlbec-Cocherel statt. Zu Beginn des 19. Jahrhunderts wurde die gallo-römische Siedlung Gisacum in Le Vieil-Évreux entdeckt. Von 1830 bis zum Zweiten Weltkrieg (1939–1945) wurden die archäologischen Forschungen von lokalen Gelehrten wie Auguste Le Prévost, Jean Benoît Désiré Cochet, Léon Coutil, Léon de Vesly, Alphonse-Georges Poulain und Henri Gadeau de Kerville durchgeführt. Nach dem Zweiten Weltkrieg wurden insbesondere durch den Einfluss von Michel de Boüard von der Universität Caen die Methoden der archäologischen Forschung in Eure verbessert. Die Ausgrabungen wurden von Spezialisten überwacht, waren aber immer noch auf die Arbeit von interessierten Freiwilligen angewiesen, bei denen es sich oft um Mitglieder archäologischer Gesellschaften handelte. Seit den 1980er Jahren werden die Ausgrabungen nur noch von Archäologen durchgeführt.

### Megalithanlage im Département Eure
- Dolmen von Aubevoye
- Galeriegrab von Dampsmesnil
- Dolmen de la Grosse Pierre (Verneusses)
- Dolmen de l’Hôtel-Dieu
- Pierre Courcoulée (Les Ventes)
- Pierre Tournante (Bosgouet)
- Pierre Trouée von Aizier
- Dolmen von Rugles

### Eisenzeit

#### Hallstattzeit
Es ist im Département Eure schwierig den Übergang von der Bronzezeit zur Hallstattzeit (Frühe oder Ältere Eisenzeit) zu ermitteln, da nur wenige Bronzefunde gemacht wurden. Die Funde weisen aber auf einen verzögerten Beginn der Hallstattzeit hin. Besiedlungsspuren aus der Älteren Eisenzeit wurden nur im Osten des Départements im Tal der Eure und im Tal der Seine gefunden (Stand 1993). Die Flüsse waren Transportwege, was durch Ortsnamen wie Vieux-Port (‚alter Hafen‘) bezeugt wird. Zu den sicher aus der Älteren Eisenzeit stammenden Funden gehört das Hügelgrab in Garennes-sur-Eure. Einige Fundstätten wurden in der Hallstattzeit und der Latènezeit genutzt, zum Beispiel die Nekropolen von Jouy-sur-Eure und Les Damps und die Wohnstätten von Tournedos-sur-Seine. Die Übergangszeit der beiden Perioden im Département Eure wird auf das 5. Jahrhundert v. Chr. datiert.

#### Latènezeit
Funde aus dem Früh- und Mittellatène wurden wie in der Hallstattzeit in den Flusstälern gemacht, besonders im Bereich von Andelle, Eure und Seine. Im Spätlatène änderte sich das, viele Funde stammen von den Ebenen im Osten des Départements. Die Gräber des Früh- und Mittellatène enthalten nur Schmuckstücke, keine Waffen oder Keramik. Waffen und Helme aus dieser Zeit wurden hauptsächlich in Flüssen gefunden. Im Spätlatène änderte sich das wieder, in diesen Gräbern wurde Keramik, Bestattungsurnen, Schwerter, Lanzen, Helme, Schilde und Nahrungsmittel gefunden. Die Schwerter waren oft verbogen und absichtlich unbrauchbar gemacht worden. Die Grabbeigaben im Spätlatène, zum Beispiel in der Nekropole von La Remise in Pîtres, weisen auf eine hierarchische Struktur der Gesellschaft hin, wobei die Zahl der Krieger (aristocratie guerrière) im Vergleich zum Frühlatène zugenommen hatte. Trotzdem blieb die Landwirtschaft die Grundlage der Gesellschaft.
Die in Eure gefundenen Grabbeigaben entsprechen denen, die an der Marne im östlichen Pariser Becken gefunden wurden. Handel zwischen dem Département Eure und Norditalien ist durch den Helm von Amfreville-sous-les-Monts und die Torques von Notre-Dame-du-Vaudreuil nachgewiesen.

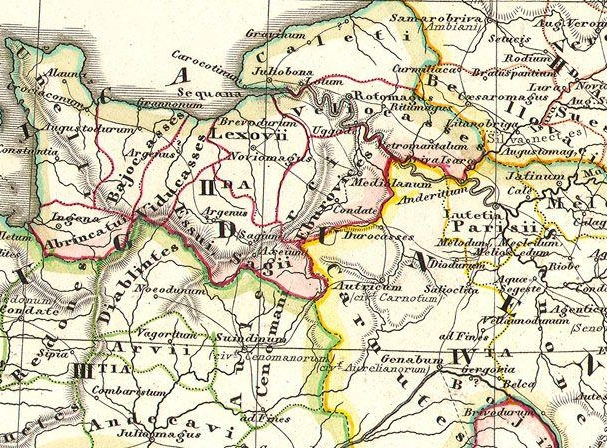
Gallische Stämme in Eure

Im Spätlatène besiedelten die Veliocassen das Gebiet nördlich der Seine mit Ausnahme des Waldes von Lyons-la-Forêt, in dem Bellovaker siedelten. Das östliche Gebiet südlich der Seine war von den Eburovices bewohnt, einer Untergruppe der Aulerci. Das westliche Gebiet südlich der Seine war von den Lexovii bewohnt. In der Südostecke des Départements, zum Beispiel in Armentières-sur-Avre und Saint-Victor-sur-Avre, lebten Karnuten. Besonders die Gebiete der Veliocasses und der Eburovices am Zusammenfluss von Eure und Seine waren nicht durch die Flüsse getrennt, sondern überlappten sich. Murus Gallicus, gallische Befestigungsmauern eines keltischen Oppidums, wurden bisher (Stand 1993) nur im Ortsteil Vernonnet in Vernon gefunden.
Im Département Eure wurden sieben keltische Münzschätze gefunden (Stand 1993). Die bedeutendsten Funde dieser Art sind der Schatz von Lyons-la-Forêt (etwa 80 v. Chr.) und der Schatz von Les Andelys (52 bis 45 v. Chr.). Interessanter sind allerdings die Einzelfunde und nicht die Depotfunde. Die einzelnen Münzen lassen Schlüsse auf die Handelswege zu. Im Tal der Risle waren Münzen der Baiokassen und der Eburovices gleich verbreitet. Im Rest des Départements dominierten die Münzen der Eburovices.

### Gallo-römische Zeit

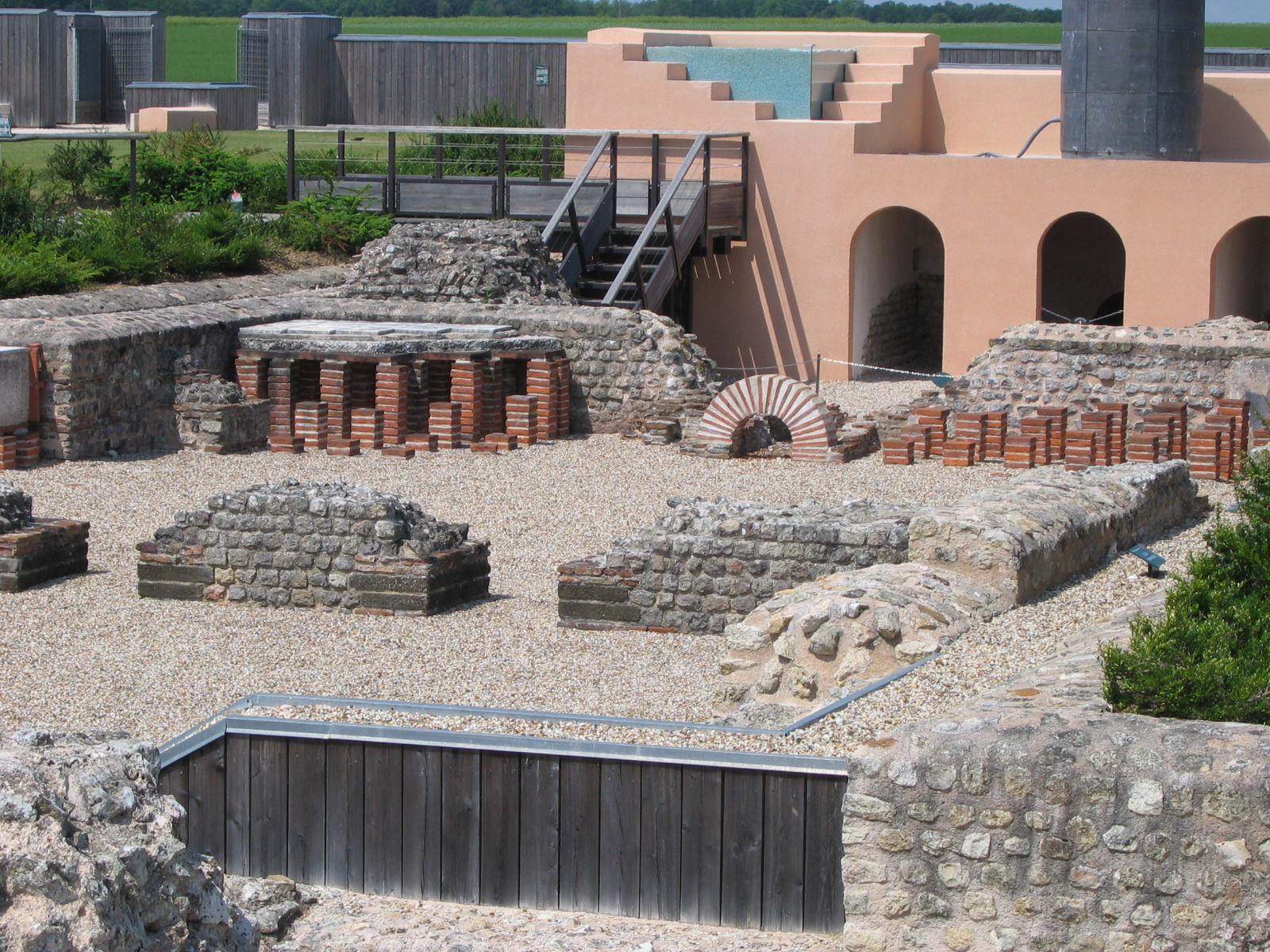
Thermen von Gisacum in Le Vieil-Évreux

In der gallo-römischen Zeit (52 v. Chr. bis 486 n. Chr.) machte die Civitas der Eburovices den Hauptteil des heutigen Départements Eure aus. Zur Civitas der Veliocasses gehörte der Roumois sowie Pîtres, Les Andelys und Lyons-la-Forêt. Brionne und die Tempelanlage von Berthouville lagen am Rand des Gebiets der Civitas der Lexovii. Die genauen Grenzverläufe nördlich und südlich von Brionne sind nicht bekannt. Die Grenze zwischen dem Gebiet der Eburovices und der Karnuten bildete die Avre.
Die Eburovices kämpften im Gallischen Krieg (58 bis 51/50 v. Chr.) an der Seite der anderen Stämme von Aremorica. 3000 Krieger der Eburovices, Lexovii und Veliocasses nahmen 52 v. Chr. an der Schlacht um Alesia teil. 51 v. Chr. unterstützten sie einen Aufstand der Belger.
Das Gebiet des heutigen Départements gehörte nach 52 v. Chr. zur römischen Provinz Gallia Lugdunensis, die einem legatus Augusti pro praetore unterstand. Hauptstadt war Lyon. Viele Hortfunde in Eure stammen aus der Zeit der Reichskrise des 3. Jahrhunderts. Diokletian (Kaiser von 284 bis 305) teilte Gallia Lugdunensis in zwei Teile. Das heutige Eure gehörte zum zweiten Teil mit der Hauptstadt Rouen (Rotomagus). Das Gebiet entsprach ungefähr den heutigen Gebieten der Normandie und der Bretagne. In den Jahren 364 bis 388 wurde diese Provinz erneut geteilt, die Bretagne wurde abgespalten.

### Reformation
Die Reformation begann in Eure ab 1520. Im 16. Jahrhundert gab es nur sechs regelrechte protestantische Kirchen, im 17. Jahrhundert gab es nur noch vier und keine einzige mehr im 18. Jahrhundert. Das ist deutlich weniger als in den anderen Départements der Normandie. Die betroffenen Gemeinden waren Brionne, Conches-en-Ouche, Évreux, Sancourt, Lieurey, Lyons-la-Forêt, Bosguérard-de-Marcouville, Pont-Audemer und Quillebeuf-sur-Seine. Adlige und wohlhabende Städter richteten kleine Gebetshäuser ein, die aber nicht als regelrechte Kirchen zu werten sind, weil ihnen der Pfarrer fehlte. Im Jahr 1531 tagte das Inquisitionsgericht in Gisors, 1541 in Évreux. Unter der Herrschaft Heinrichs II. von 1547 bis 1559 nahm der Druck auf die Protestanten zu. 1555 wurde ein Mönch aus der Priorei Notre-Dame du Parc in Harcourt wegen Häresie auf dem Scheiterhaufen in Évreux verbrannt. Daraufhin trafen sich mehrere Protestanten auf dem Friedhof an der Kapelle Saint-Adrien und beschädigten eine Statue und das Friedhofskreuz. Trotzdem wurden die oben genannten reformierten Kirchen ab 1559 gegründet. Sie unterstanden dem Kolloquium von Rouen, das mit den anderen fünf Kolloquien der Normandie eine Synode bildete.

### Deutsch-Französischer Krieg
Die Wahlen der Nationalversammlung der Dritten Französischen Republik mussten wegen des Deutsch-Französischen Krieges (1870–1871) ausgesetzt werden. Die Präfektur des Départements wurde während der Belagerung von Évreux vorübergehend nach Bernay verlegt. Bei den Wahlen im Februar 1871 wurden in Eure sieben Orléanisten und ein Republikaner gewählt.

### Zweiter Weltkrieg
Im Zweiten Weltkrieg (1939–1945) wurde das Département während der Operation Overlord von den Alliierten innerhalb von zehn Tagen vom 20. bis 29. August 1944 befreit. Dabei wurden 146 architektonische Kunstwerke zerstört. Das Straßen- und Eisenbahnnetz wurde an 141 Orten bombardiert und unterbrochen. In den Jahren 1940 bis 1944 wurden 144 Bewohner des Départements von der Wehrmacht durch Erschießung hingerichtet. Etwa 190 Personen wurden aus politischen Gründen verschleppt und starben in Gefangenschaft. 221 Menschen kehrten aus der Deportation zurück.

### Seit 1960
Von 1960 bis 2015 gehörte das Département zur Region Haute-Normandie, die 2016 in der Region Normandie aufging.

## Städte

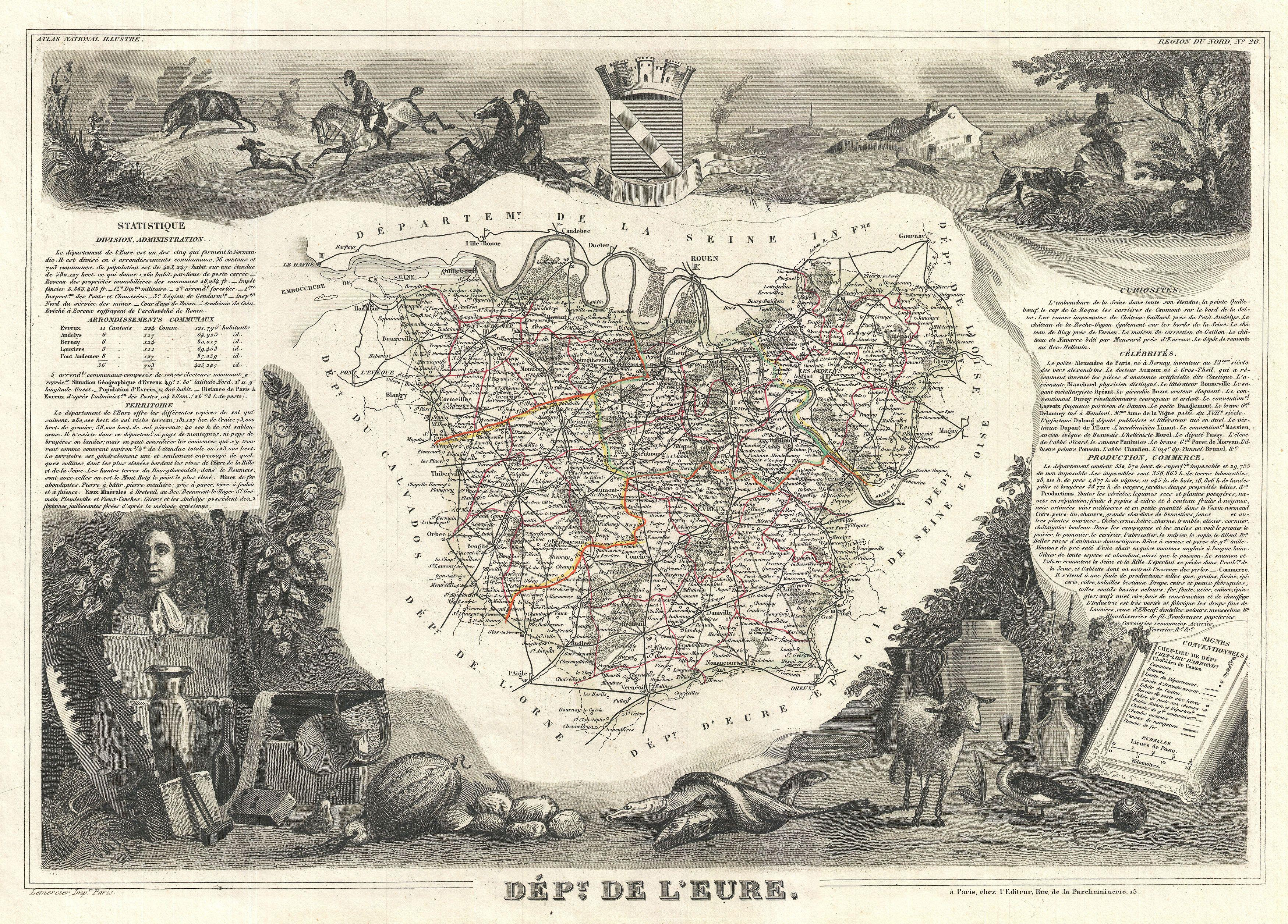
Illustrierte Karte von 1852

Die bevölkerungsreichsten Gemeinden des Départements Eure sind:
| Stadt             | Einwohner (2022) | Arrondissement |
| ----------------- | ---------------- | -------------- |
| Évreux            | 48.335           | Évreux         |
| Vernon            | 24.841           | Évreux         |
| Louviers          | 18.347           | Les Andelys    |
| Val-de-Reuil      | 12.939           | Les Andelys    |
| Gisors            | 12.395           | Les Andelys    |
| Pont-Audemer      | 9.950            | Bernay         |
| Bernay            | 9.801            | Bernay         |
| Les Andelys       | 7.822            | Les Andelys    |
| Verneuil-sur-Avre | 7.262            | Évreux         |
| Gaillon           | 6.785            | Les Andelys    |

## Verwaltungsgliederung

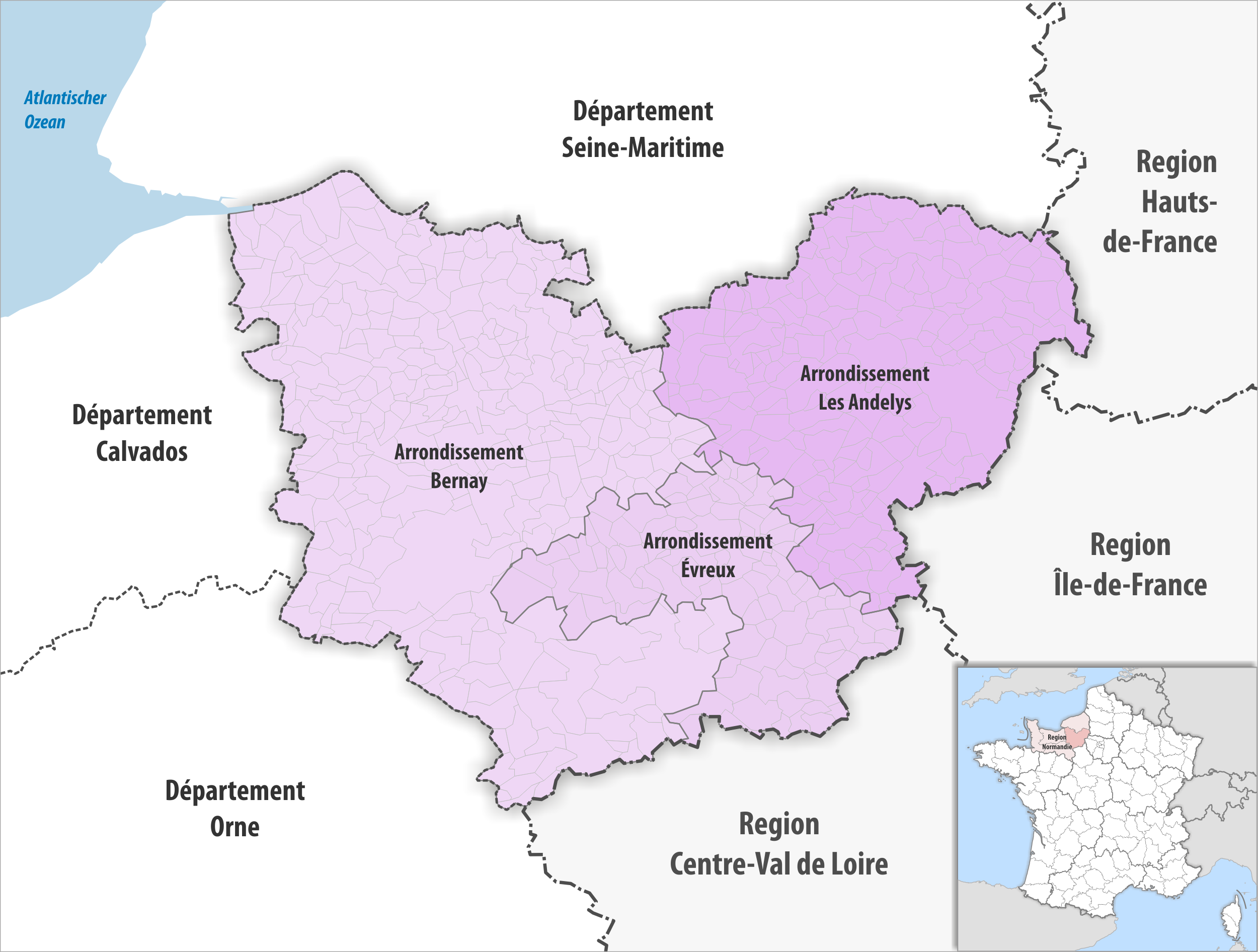
Gemeinden und Arrondissemente im Département Eure

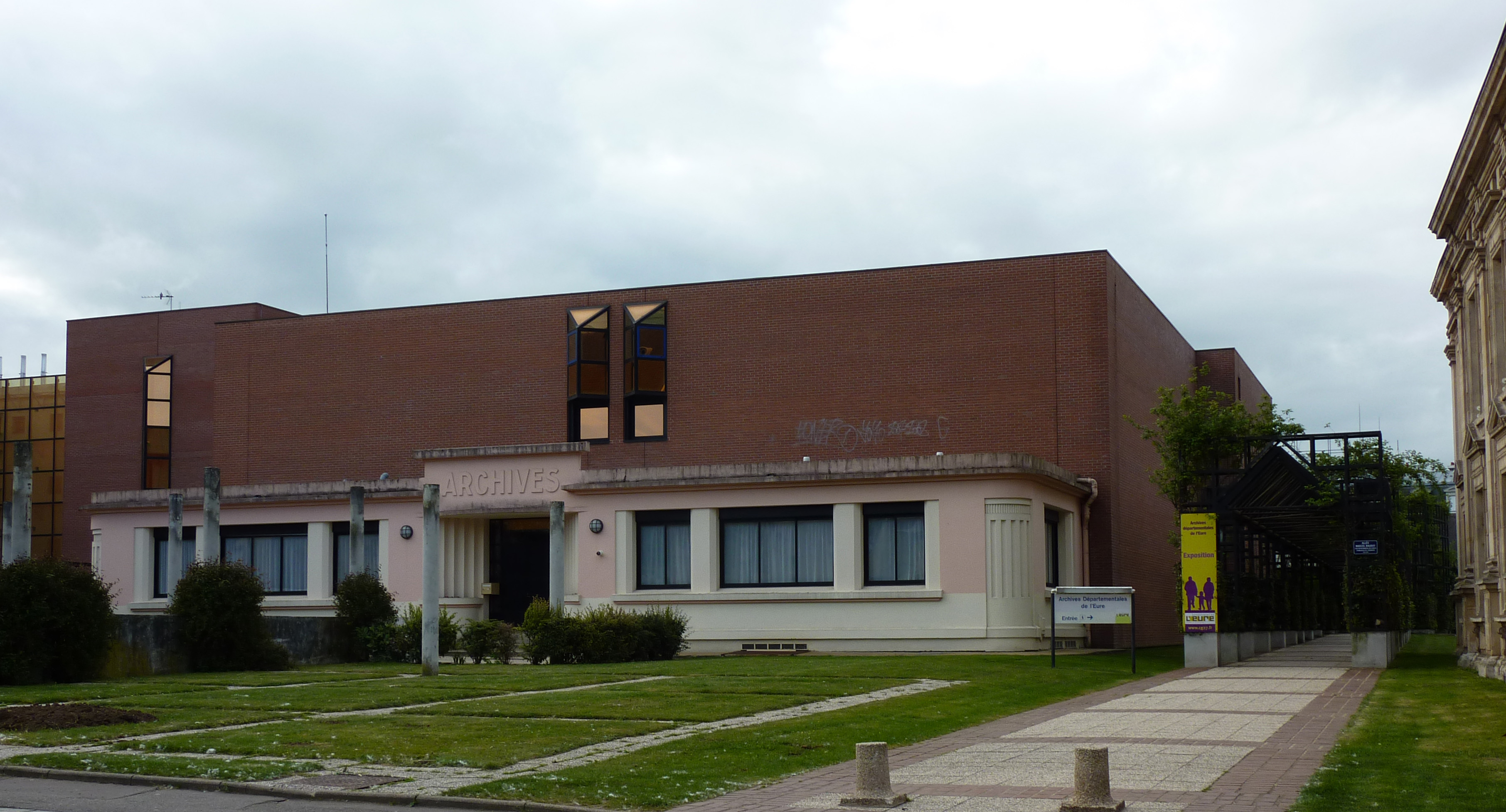
Das Départementsarchiv in Évreux

Das Département Eure gliedert sich in 3 Arrondissements, 23 Kantone und 602 Gemeinden:
| Arrondissement   | Kantone | Gemeinden | Einwohner 1. Januar 2022 | Fläche km² | Dichte Einw./km² | Code INSEE |
| ---------------- | ------- | --------- | ------------------------ | ---------- | ---------------- | ---------- |
| Les Andelys      | 9       | 185       | 235.893                  | 1.854,38   | 127              | 271        |
| Bernay           | 9       | 297       | 225.544                  | 3.226,74   | 70               | 272        |
| Évreux           | 7       | 103       | 139.868                  | 958,73     | 146              | 273        |
| Département Eure | 23      | 585       | 601.305                  | 6.039,85   | 100              | 27         |

Mit Wirkung auf den 1. Januar 2006 wurde eine Verwaltungsreform durchgeführt. Die Kantone Louviers-Nord und Louviers-Sud wechselten vom Arrondissement Évreux zum Arrondissement Les Andelys, und der Kanton Amfreville-la-Campagne wurde aus dem Arrondissement Évreux ausgegliedert und dem Arrondissement Bernay zugeteilt.
Siehe auch:
- Liste der Gemeinden im Département Eure
- Liste der Kantone im Département Eure
- Liste der Gemeindeverbände im Département Eure